# Circondario di Banamba
Il circondario di Banamba è un circondario del Mali facente parte della regione di Koulikoro. Il capoluogo è Banamba.

## Geografia antropica

### Suddivisioni amministrative
Il circondario di Banamba è suddiviso in 9 comuni:
- Banamba
- Benkadi
- Boron
- Duguwolowula
- Kiban
- Madina Sacko
- Sébété
- Toubacoro
- Toukoroba